# 三隅二不二
三隅 二不二（みすみ じゅうじ／じふじ、1924年（大正13年）3月21日 - 2002年（平成14年）5月31日）は、日本の心理学者。専攻は社会心理学。文学博士。元九州大学教授、大阪大学名誉教授、筑紫女学園大学・短期大学元学長。財団法人集団力学研究所初代所長。

## 人物
福岡県出身。クルト・レヴィンによって創始されたグループ・ダイナミックス（集団力学）を日本に紹介し、その普及と発展に力を注いだ。リーダーシップをパフォーマンスとメンテナンスの2つの機能の複合として捉えるPM理論で世界的に知られる。
日本グループ・ダイナミックス学会の設立に尽力し、2代目会長に就任。以来、長きに渡って同学会の幹部を務める。また九州大学教育学部教授在任中の1967年（昭和42年）、学界と地元企業の交流の場として集団力学研究所を設立。のちに財団法人として認可され、三隅は1998年（平成10年）まで所長を務める。この間、大学の内外で「三隅学派」とも言うべき多くの後進を育てた。

## 略歴
- 旧制福岡県立朝倉中学校、旧制福岡高等学校卒業。
- 1947年（昭和22年） - 九州帝国大学法文学部心理学科卒業。
- 1949年（昭和24年） - 九州大学大学院文学研究科修士課程修了。
- 1950年（昭和25年） - 北九州外国語大学講師。
- 1952年（昭和27年） - 北九州外国語大学助教授。
- 1953年（昭和28年） - 九州大学教育学部講師。
- 1955年（昭和30年） - 九州大学教育学部助教授。
- 1964年（昭和39年） - 九州大学教育学部教授。
- 1967年（昭和42年） - 集団力学研究所設立。
- 1975年（昭和50年） - 大阪大学人間科学部教授。
- 1980年（昭和55年） - 大阪大学人間科学部長。
- 1987年（昭和62年） - 大阪大学を定年退官。名誉教授。奈良大学社会学部教授。
- 奈良大学社会学部長。
- 1989年（平成元年） - 紫綬褒章受章[1]。
- 久留米大学文学部教授。
- 1993年（平成5年） - 学校法人筑紫女学園理事、筑紫女学園大学・短期大学学長。
- 1994年（平成6年） - クルト・レヴィン賞受賞。国際応用心理学会賞受賞。
- 1995年（平成7年） - 勲二等旭日重光章受章。西日本文化賞受賞。
- 2002年（平成14年） - 福岡県古賀市にて死去。叙従三位。

## 著書
- 社会技術入門 グループダイナミックスと集団討議 白亜書房 1955
- 新しいリーダーシップ 集団指導の行動科学 ダイヤモンド社 1966
- リーダーシップ行動の科学 有斐閣 1978
- リーダーシップの科学 指導力の科学的診断法 講談社 1986 (ブルーバックス)

## 共編著
- リーダーシップ （編著）ダイヤモンド社 1972 (現代経営学全集)
- 自治体の中堅管理者のための新しいリーダーシップ 加藤富子共編著 学陽書房 1977
- 自治体の中堅管理者のための新しい地方行政と組織 渡辺保男共編著 学陽書房 1977
- 現代社会心理学の発展 1-2 木下富雄共編著 ナカニシヤ出版 1982-91
- 働くことの意味 Meaning of working life:MOWの国際比較研究 有斐閣 1987
- 人間関係論 改訂版 放送大学教育振興会 1991
- リーダーシップの行動科学 「働く日本人」の変貌 朝倉書店 1994

## 翻訳
- グループダイナミックス カートライト、ザンダー 誠信書房 1959
- 経営の行動科学 新しいマネジメントの探求 R.リッカート ダイヤモンド社 1964
- 組織の行動科学 ヒューマン・オーガニゼーションの管理と価値 R.リッカート 黒川正流共訳 ダイヤモンド社 1968
- 新しい管理社会の探求 組織における人間疎外の克服 クリス・アージリス 産業能率短期大学出版部 1969
- 感受性訓練 L.P.ブラッドフォード、J.R.ギッブ、K.D.ベネ 監訳 日本生産性本部 1971
- 集団システム論 ハワード F.テイラー 監訳 誠信書房 1978
- コンフリクトの行動科学 対立管理の新しいアプローチ R.リッカート,J.G.リッカート 監訳 ダイヤモンド社 1988

## 論文
- 「大いさの恒常現象の発達心理学的研究」『心理学研究』 第20巻 3号 1949
- 「グループダイナミックスの研究と実践」『教育統計』 第20号 1952
- 「集団決定の効果に関する実験的研究-中学校ホームルームにおける生活指導の研究」『九州大学教育学部紀要』 第4集 1956
- 「学級社会の力学」『学級社会と環境構成』 明治図書出版 1956
- 「集団決定の効果-中学校のホームルームにおける生活指導方法の研究」 牛島義友編 『社会性と集団行動』 明治図書出版 1957
- 「学級社会とは何か-学級集団の教育学的構造」『現代教育心理学体系 8. 学級社会の心理』 中山書店 1958
- 中野繁喜ほかと共著 「学級雰囲気に関するグループ・ダイナミックスの研究 (第1報告)」『九州大学教育学部紀要』 第5集 1958
- 原岡一馬と共著 「集団決定に関する研究 II」『九州大学教育学部紀要』 第5集 1958
- 「最近におけるグループ・ダイナミックスの動向」『教育心理学研究』 第5巻 4号 1958
- 「組織的観察法」『講座現代社会心理学 I. 社会心理学の基礎』 中山書店 1959
- 「リーダーシップに関する実験的研究-比較文化心理学の方法論を中心として」『年報社会心理学』 第1号 1960
- 「民主的指導方式の教育効果」 日本グループ・ダイナミックス学会編 『グループ・ダイナミックスの研究・第5集』 理想社 1961
- 「性格の場理論」『性格心理学講座 1. 性格の理論』 金子書房 1963
- 「実験社会心理学の最近の展望 I II」『心理学研究』 第34巻 2号 - 3号 1963
- 佐藤静一と共著 「モラール・サーベイの妥当性について」『心理学評論』 第8巻 1964
- 「教育と産業におけるリーダーシップの構造-機能に関する研究」『教育心理学年報』 第4集 1965
- "An experimental study of the effects of supervisory behavior on productivity molare in a hierachical organizations", Human Relations, Vol. 19, No. 3, 1967
- 「組織におけるリーダーシップ」『年報社会心理学』 第11集 1970
- "Effects of achievement motivation on the effectiveness of leadership patterns, Administrative Science Quarterly, Vol. 16, 1971
- 「組織心理学の基礎」 豊原恒男ほか編 『組織行動の心理学』 ダイヤモンド社 1972
- 「アクション・リサーチ」 高瀬常男ほか編 『心理学研究法 13. 実践研究』 東京大学出版会 1975
- 「日本における実験社会心理学」『実験社会心理学研究』 第17巻 2号 1978
- 「自然災害と行動科学」『年報社会心理学』 第24号 1983
- 「働くことの意味」『教育と医学』 第35巻 1号 1987

## 参考
- 現代社会心理学 三隅二不二教授の退官を記念して 有斐閣 1987
- 大泉溥 編 編『日本心理学者事典』クレス出版、2003年、1058頁。ISBN 4-87733-171-9。